# Amtsgericht Römhild
Das Amtsgericht Römhild war ein deutsches Amtsgericht mit Sitz in Römhild.

## Geschichte
Nach der Märzrevolution wurden im Herzogtum Sachsen-Meiningen die Patrimonialgerichte abgeschafft und die Gerichte zum 1. Dezember 1850 als Kreisgerichte zusammengefasst. Bei den Kreisgerichten wurden Gerichtsdeputationen an den bisherigen Gerichtsstandorten eingerichtet. In Römhild entstand so die Gerichtsdeputation Römhild des Kreisgerichts Hildburghausen.
Nach der Einführung der Reichsjustizgesetze 1879 entstand die Gerichtsstruktur, die bis zum Ende des Staates Bestand haben sollte. In Sachsen-Meiningen wurde dies mit dem Gesetz vom 16. Dezember 1878, betreffend Ausführungsbestimmungen zum deutschen Gerichtsverfassungsgesetz und der Verordnung vom 28. April 1879, betreffend die Sitze und Bezirke der künftigen Amtsgerichte umgesetzt. In Römhild entstand das Amtsgericht Römhild. Zuständiges Landgericht war das gemeinsame Landgericht Meiningen.
Nachdem im Jahr 1920 die thüringischen Staaten im Land Thüringen aufgegangen waren, wurde der Gerichtssprengel mit dem Thüringer Gerichtsstandortgesetz angepasst. Das Amtsgericht Römhild umfasste nun Behrungen, Buchenhof (Dom.-Gut, Gemarkung), Dingsleben, Eicha, Exdorf, Gleichamberg, Gleicherwiesen, Haina, Hindfeld, Linden, Mendhausen, Milz, Mönchshof (Dom.-Gut, Gemarkung), Obendorf, Römhild, Sülzdorf, Westenfeld, Wolfmannshausen sowie verschiedene gemeindefreie Gebiete.
Durch Gesetz vom 19. Mai 1949 und dessen Durchführungsverordnung vom 1. August 1949 wurde das Amtsgericht Römhild aufgehoben. Der Amtsgerichtsbezirk wurde den Amtsgerichten Hildburghausen und Meiningen unterstellt.
In der DDR wurden 1952 die Amtsgerichte abgeschafft und durch Kreis- und Bezirksgerichte ersetzt. Römhild kam zum Kreis Meiningen, entsprechend wurde das zuständige Kreisgericht Meiningen in Meiningen errichtet und dem Bezirksgericht Suhl nachgeordnet.